# Yukifumi Murakami
Yukifumi Murakami (jap. 村上 幸史, Murakami Yukifumi; * 23. Dezember 1979 in Ikina (heute: Kamijima), Ochi-gun, Präfektur Ehime) ist ein japanischer Leichtathlet, der sich auf den Speerwurf spezialisiert hat.

## Sportliche Erfolge
Erste internationale Erfahrungen sammelte Yukifumi Murakami im Jahr 1997, als er bei den Juniorenasienmeisterschaften in Bangkok mit einer Weite von 71,18 m die Silbermedaille gewann. Im Jahr darauf gewann er dann bei den Juniorenweltmeisterschaften in Annecy mit 70,72 m die Bronzemedaille. 2001 nahm er an den Ostasienspielen in Osaka teil und gewann dort mit 76,36 m die Silbermedaille hinter dem Chinesen Li Rongxiang und anschließend belegte er bei der Sommer-Universiade in Peking mit 71,75 m den siebten Platz. Im Jahr darauf startete er bei den Asienspielen in Busan und gewann dort mit einem Wurf auf 78,77 m die Silbermedaille hinter dem Südkoreaner Park Jae-myong. 2003 gewann er bei den Asienmeisterschaften in Manila mit 77,04 m die Silbermedaille hinter dem Chinesen Li und 2004 qualifizierte er sich für die Teilnahme an den Olympischen Spielen in Athen, bei denen er mit 78,59 m aber nicht bis in das Finale gelangte.
2005 schied er bei den Weltmeisterschaften in Helsinki mit 68,31 m in der Qualifikation aus und belegte anschließend bei den Asienmeisterschaften in Incheon mit 74,65 m den sechsten Platz. Im Jahr darauf nahm er erneut an den Asienspielen in Doha teil und gewann dort mit 78,15 m erneut die Silbermedaille hinter dem Südkoreaner Park. Bei den Leichtathletik-Weltmeisterschaften 2007 in Osaka verpasste er mit 77,63 m den Finaleinzug und auch bei den Olympischen Spielen 2008 in Peking schied er mit 78,21 m in der Qualifikation aus. Seinen größten Erfolg feierte er im Jahr 2009, als er bei den Weltmeisterschaften in Berlin mit einer Weite von 82,97 m die Bronzemedaille im Speerwurf hinter dem Norweger Andreas Thorkildsen und Guillermo Martínez aus Kuba gewann. Bereits in der Qualifikation hatte Murakami seine Bestleistung auf 83,10 m gesteigert. Anschließend siegte er bei den Asienmeisterschaften in Guangzhou mit einem Wurf auf 81,50 m. 2010 siegte er dann bei den Asienspielen ebendort mit 83,15 m.
Bei den Leichtathletik-Asienmeisterschaften 2011 in Kōbe verteidigte er mit neuem Meisterschaftsrekord von 83,27 m seinen Titel und schied anschließend bei den Weltmeisterschaften in Daegu mit 80,19 m in der Qualifikation aus. Im Jahr darauf nahm er zum dritten Mal an den Olympischen Spielen in London teil, gelangte dort aber mit 77,80 m nicht ins Finale. 2013 schied er bei den Weltmeisterschaften in Moskau mit 77,75 m in der Vorrunde aus und bei den Asienspielen 2014 in Incheon wurde er mit 81,66 m Vierter. Im Jahr darauf gewann er bei den Asienmeisterschaften in Wuhan mit 79,05 m die Bronzemedaille hinter dem Taiwaner Huang Shih-feng und Bobur Shokirjonov aus Usbekistan.
In den Jahren von 2000 bis 2011 sowie 2013 wurde Murakami japanischer Meister im Speerwurf.